# Elena Salvador de Puigvert
María Teresa Ramón Blanes ( Madrid, 1927 - Barcelona, 13 de octubre de 2017 ) fue una actriz española de cine y teatro con el nombre artístico de Elena Salvador. A partir de su matrimonio con el eminente urólogo Antoni Puigvert i Gorro, y ya retirada de los escenarios, fue conocida como Elena Salvador de Puigvert.
Estudió declamación con Carmen Seco y en 1944 ingresó en la compañía del Teatro María Guerrero de Madrid, dirigido entonces por Luis Escobar, donde debutó en De lo pintado en el vivo de Juan Ignacio Luca de Tena . Debutó como profesional con la compañía de la argentina Lola Membrives, con la que actuó en el Teatro Lara y en el Teatro Español representando obras de Jacinto Benavente, Antonio Buero Vallejo, Víctor Ruiz Iriarte o José López Rubio .
En Barcelona conoció a Aurora Bautista, con la que hizo gran amistad. Fruto de ello logró en 1950 el papel en la película Pequeñeces, por lo que recibió la medalla del Círculo de Escritores Cinematográficos . Su último papel en el cine fue en Ronda española (1952).

## Filmografía
- Eramos siete en la mesa (1942)
- La rueda de la vida (1942)
- Ana María (1943)
- Idolos (1943)
- Un beso en la nuca (1947)
- La cigarra (1948)
- La otra sombra (1948)
- La vida encadenada (1948)
- Hace cien años (1950)
- Pequeñeces (1950)
- Catalina de Inglaterra (1951)
- Ronda española (1952)

## Libros
- Tratando a los famosos (1997) bajo el nombre de Elena Salvador de Puigvert, ISBN 9788489664265
- Los papeles de mi vida (2002)

## Premios
6.ª edición de las Medallas del Círculo de Escritores Cinematográficos
| Mejor actriz secundaria | Pequeñeces | Ganadora |